# Supercoupe de Suisse masculine de basket-ball 2015
Navigation
Édition 2016
La Supercoupe de Suisse de basket-ball masculin 2015 est la 1re édition de la Supercoupe de Suisse de basket-ball masculin. Elle est organisée par Swiss Basketball. Les équipes participantes sont le finaliste du championnat et le vainqueur du championnat et de la coupe de Suisse sous la forme d'un match unique.

## Finale
| Date | Lieu   | Rencontre                       | Score |
| ---- | ------ | ------------------------------- | ----- |
| 2015 | Zurich | Lions de Genève - Lugano Tigers | 66-74 |

## Meilleurs joueurs
| Lions de Genève | Dusan Mladjan   |
| Lugano Tigers   | Dominique Rambo |